# 7, Lok Kalyan Marg
Panchavati (em hindi:  पञ्चवटी), conhecida informalmente como 7, Lok Kalyan Marg (anteriormente 7, Race Course Road), é a residência oficial do Primeiro-ministro da Índia, situada em Nova Déli. A propriedade possui 12 acres e abriga cerca de cinco bangalôs construídos durante a década de 1980, sendo protegida pelo Special Protection Group (Grupo de Proteção Especial). A Race Course Road, que dá nome à residência, é a principal via de Nova Déli, porém, permanece fechada ao acesso público. Em 1984, Rajiv Gandhi tornou-se o primeiro primeiro-ministro a residir em Panchavati. Atualmente, Narendra Modi ocupa a residência no cargo de primeiro-ministro. 
Em Panchavati, o primeiro-ministro costuma recepcionar os dignitários estrangeiros em visita ao país, porém, a sede do gabinete é o Prédio do Secretariado, na região central de Nova Déli.

## História
Antes de 1984, o primeiro-ministro da Índia não possuía uma residência oficial, tendo de permanecer em sua própria casa após eleito ou requisitar uma residência ao Parlamento. Jawaharlal Nehru foi o primeiro primeiro-ministro a ter uma residência oficial ao ocupar Teen Murti Bhavan, antiga residência do Comandante-em-chefe do Exército durante a Índia Britânica. Após a morte de Nehru, em 1964, o local foi convertido em sede de um museu em sua memória.
Lal Bahadur Shastri, sucessor de Nehru, optou por morar em 10 Janpath, onde permaneceu de 1964 a 1966. A residência, então, foi convertida em sede do Congresso Nacional Indiano e posteriormente em residência de Sonia Gandhi. 
Até 1984, a residência oficial foi a 1, Safdarjung Road. Porém, com o assassinato de Indira Gandhi, seu sucessor decidiu morar em 7, Race Course Road, tornando-a permanentemente residência oficial dos primeiro-ministro da Índia.

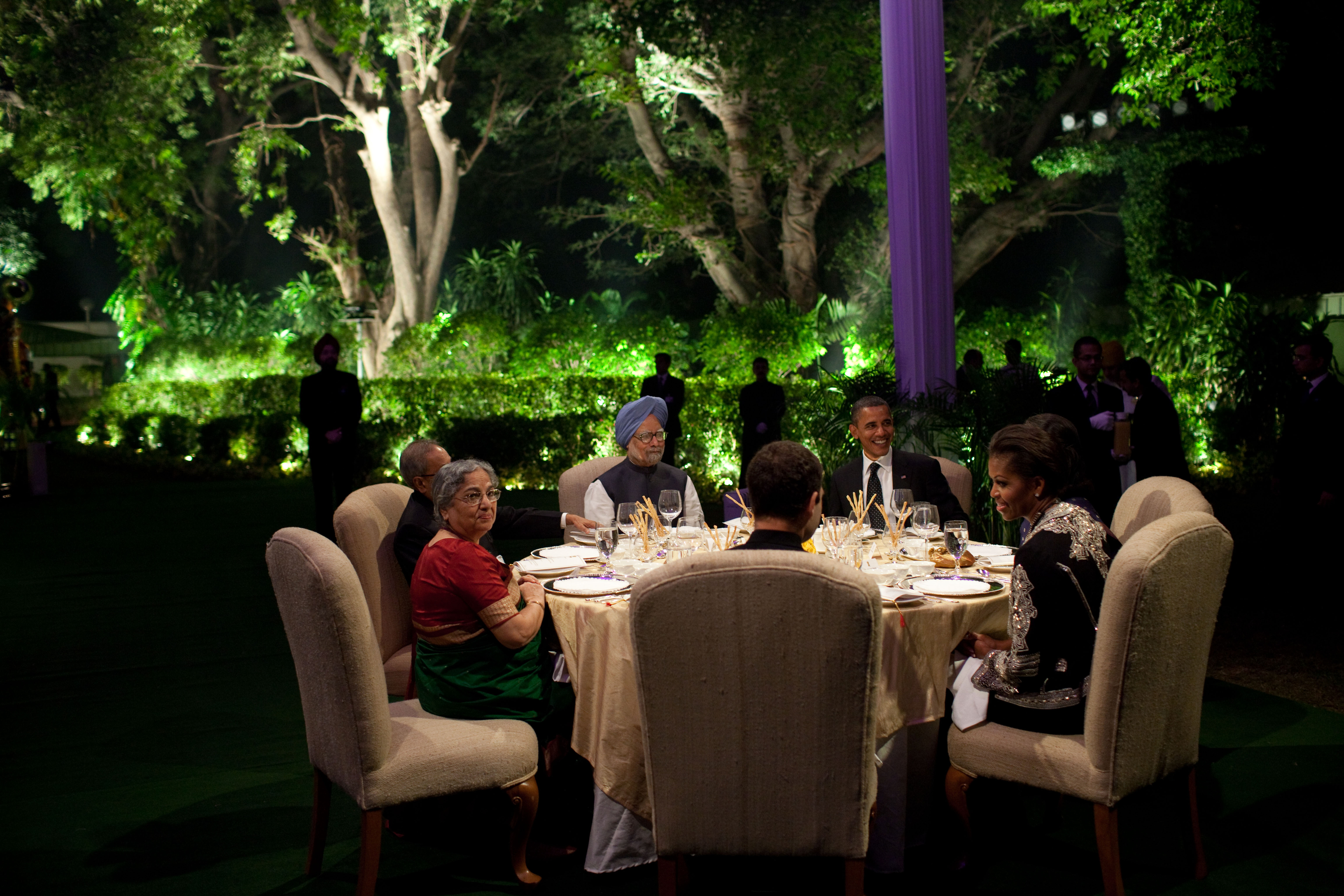
Manmohan Singh, Gursharan Kaur, Barack e Michelle Obama em Panchavati, 2010.